# Henning Rudolf Horn af Rantzien
Henning Rudolf Horn af Rantzien, född 1651 i Pommern, död 9 maj 1730, var en svensk militär, greve och riksråd.

## Uppväxt och tidiga karriär
af Rantzien föddes omkring 1651 på godset Ranzin i Pommern som son till Baltzarn Horn och Magdalena Sofia Reden.  Han började sin militära karriär 1664 som volontär vid artilleriet. 1679 avancerade han till överstelöjtnant och utsågs 1681 till kommendant på fästningen Kexholm. 1695 utnämndes han till generalmajor och kommendant i Narva. Han avancerade därefter till överkommendant för alla fästningar i Ingermanland.

## Första stormningen av Narva
1700 var han med i slaget vid Narva  och räddade staden ifrån att falla i händerna på Peter I av Ryssland. Som belöning för detta utsågs han 1701 till friherre av den svenske kungen Karl XII. 1704 vid den andra belägringen av Narva deltog han på nytt. Vid stridigheter vid fästningen tillfångatogs han och hans två döttrar av ryssarna och blev satta i fängelse. Ryssarna grävde upp kistan som hans hustru begravts i och kastade liket i strömmen. Under fängelsevistelsen träffade Horn af Rantzien och hans döttrar Georg Bogislaus Staël von Holstein, vilken även han blivit tillfångatagen vid belägringen av Narva. 1704 gifte sig den ena dottern, Christina, med Staël von Holstein. 1714 blev Horn af Rantzien utväxlad och återvände till Sverige. Hans båda döttrar blev dock kvar i fångenskap.

## Tiden i Sverige
I Sverige utsågs Horn af Rantzien 1715 till generalfälttygmästare. 1719 upphöjdes han till greve samt riksråd i det Holsteinska partiet.

## Familj
Henning Rudolf var gift med Helena Sperling och fick med henne fem barn:
1. Ingeborg Christina, född 1681, död den 20 april 1761, gift med friherre Georg Bogislaus Staël von Holstein.
2. Märtha Helena, född 1690, död den 30 maj 1771, gift med friherre Carl Henrik Wrangel af Adinal.
3. Magdalena Sophia, född 1693, död den 30 september 1749 gift med friherre Sten Coyet 1717.
4. Ebba Katarina, gift med överstelöjtnant Carl Magnus du Rietz, mor till Anders Rudolf du Rietz.
5. Jörgen Rudolf, död den 18 juni 1746, gift med Sophia Catharina.